# Hamvas fenyőtűmoly
A hamvas fenyőtűmoly (Cedestis gysseleniella) a valódi lepkék (Glossata) alrendjébe tartozó pókhálós molyfélék (Yponomeutidae) családjának egyik, Magyarországon is előforduló faja.

## Elterjedése, élőhelye
Európai faj. Hazánk fenyveseiben nem túl gyakori.

## Megjelenése
Piszkosfehér szárnyán elmosódott sötétebb szalagok húzódnak keresztben. A szárny fesztávolsága 12–13 mm.

## Életmódja
Évente egy nemzedéke nő fel. A pete telel át, és a hernyó tavasszal a fenyőfákon sző fonadékot a tűk között. A lepke június–júliusban kel ki. Éjszaka aktív, a mesterséges fényre jól repül.

## Külső hivatkozások
- Mészáros Zoltán – Szabóky Csaba: A magyarországi molylepkék gyakorlati albuma. Budapest: Agroinform. 2005.  arch Hozzáférés: 2018. április 6. (PDF)